# Rhysodesmus tabascensis
Rhysodesmus tabascensis är en mångfotingart som beskrevs av Pocock 1909. Rhysodesmus tabascensis ingår i släktet Rhysodesmus och familjen Xystodesmidae. Inga underarter finns listade i Catalogue of Life.